# Hartmann von Andlau
Hartmann von Andlau (* um 1450; † zwischen 1517 und 1524) war ein Basler Politiker.
Hartmann von Andlau entstammte einem unterelsässischen Adelsgeschlecht und wurde 1476 nach der Schlacht bei Murten zum Ritter geschlagen. 1488–1495 und 1497–1499 war er Bürgermeister von Basel. Nach dem Frieden zu Basel 1499 trat von seinem Bürgermeisteramt zurück. Danach blieb er als einziger Adliger im Kleinen Rat, hatte aber keinen entscheidenden Einfluss mehr auf die städtische Politik.